# Damaeus floridus
Damaeus floridus är en kvalsterart som först beskrevs av Wilson 1936.  Damaeus floridus ingår i släktet Damaeus och familjen Damaeidae. Inga underarter finns listade i Catalogue of Life.